# Matt Bonner
Pour les articles homonymes, voir Bonner.
Matthew Robert Bonner, communément appelé Matt Bonner, né le 5 avril 1980 à Concord au New Hampshire, est un joueur américain de basket-ball évoluant aux postes d'ailier fort et de pivot. Il mesure 2,05 m.
Il effectue l'intégralité de sa carrière dans deux franchises, les Raptors de Toronto et les Spurs de San Antonio. Il est champion NBA à deux reprises avec cette dernière, en 2007 et en 2014.

## Biographie
Il a joué dans l'équipe universitaire des Gators de la Floride.
Il est drafté en 2003 en 45e position par les Bulls de Chicago, qui le transfèrent aux Raptors de Toronto. Ceux-ci n'ayant cependant pas de place disponible dans leur effectif, ils demandent à Bonner de passer une saison en Europe afin de progresser, lui promettant une place dans l'équipe en 2004. En 2003-04, Bonner joue ainsi dans l'équipe italienne du Sicilia Messina. Quoiqu'il n'ait pas été payé pendant la deuxième moitié de la saison (le club ayant fait faillite), il est resté jusqu'au bout, restant fixé sur ses objectifs de progresser afin de rejoindre la NBA.
Il joue deux saisons à Toronto (2004-06), avant d'être transféré aux Spurs de San Antonio. Lors de ses deux premières saisons au Texas (la première étant marquée par le titre de champion NBA), son temps de jeu reste limité, avoisinant les 12 minutes par match. Lors de sa troisième saison aux Spurs (2008-09), il s'impose comme le pivot titulaire, contribuant aux succès de l'équipe aux côtés de Tim Duncan. Gros travailleur, il fait également valoir une belle réussite à 3 points, inhabituelle pour un "big man".
Il est le joueur qui à le meilleur pourcentage aux tirs à 3 points lors de la saison NBA 2010-2011 avec 44,26 % à 105/227.
Le 15 juillet 2015, il est prolongé aux Spurs.
Le 6 janvier 2017, il annonce sa retraite en se retirant de façon ironique et humoristique, après 11 saisons à San Antonio.
Depuis 2016, sa sœur Becky Bonner est chargée du développement des joueurs et du scouting du Magic d'Orlando après avoir travaillé six ans pour la ligue NBA, et dit vouloir devenir la première femme manageuse générale de NBA.

## Palmarès

### En franchise
- Champion NBA en 2007 et 2014 avec les Spurs de San Antonio.
- Champion de la Conférence Ouest en 2007, 2013 et 2014 avec les Spurs de San Antonio.
- Champion de la Division Southwest en 2009, 2011, 2012, 2013 et 2014 avec les Spurs de San Antonio.

### Distinctions personnelles
- Joueur ayant le meilleur pourcentage aux tirs à 3 points lors de la saison NBA 2010-2011 avec 44,26 % à 105/227.

## Statistiques en carrière

### En NCAA
| Saison    | Équipe   | Matchs | Titul. | Min./m | % Tir | % 3pts | % LF | Rbds/m. | Pass/m. | Int/m. | Ctr/m. | Pts/m. |
| --------- | -------- | ------ | ------ | ------ | ----- | ------ | ---- | ------- | ------- | ------ | ------ | ------ |
| 1999-2000 | Floride  | 36     | -      | 13,5   | 44,0  | 28,6   | 86,7 | 3,2     | 0,4     | 0,3    | 0,3    | 4,8    |
| 2000-2001 | Floride  | 31     | -      | 28,5   | 51,4  | 38,1   | 66,4 | 7,7     | 1,5     | 0,8    | 0,4    | 13,3   |
| 2001-2002 | Floride  | 31     | -      | 28,3   | 51,3  | 37,1   | 79,6 | 7,2     | 1,5     | 0,7    | 0,7    | 15,6   |
| 2002-2003 | Floride  | 33     | 33     | 31,4   | 51,0  | 47,4   | 73,3 | 6,09    | 1,48    | 1,06   | 0,61   | 15,18  |
| Carrière  | Carrière | 131    | -      | 25,0   | 50,3  | 39,5   | 74,0 | 5,9     | 1,2     | 0,7    | 0,5    | 12,0   |

### En NBA

#### Saison régulière
Légende :
gras = ses meilleures performances
| Saison     | Équipe      | Matchs | Titul. | Min./m | % Tir | % 3pts | % LF | Rbds/m. | Pass/m. | Int/m. | Ctr/m. | Pts/m. |
| ---------- | ----------- | ------ | ------ | ------ | ----- | ------ | ---- | ------- | ------- | ------ | ------ | ------ |
| 2004-2005  | Toronto     | 82     | 0      | 18,9   | 53,3  | 42,4   | 78,9 | 3,48    | 0,59    | 0,48   | 0,23   | 7,18   |
| 2005-2006  | Toronto     | 78     | 6      | 21,9   | 44,8  | 42,0   | 82,9 | 3,64    | 0,72    | 0,63   | 0,40   | 7,47   |
| 2006-2007  | San Antonio | 56     | 0      | 11,7   | 44,7  | 38,3   | 71,1 | 2,79    | 0,39    | 0,30   | 0,20   | 4,91   |
| 2007-2008  | San Antonio | 68     | 3      | 12,5   | 41,6  | 33,6   | 86,4 | 2,82    | 0,47    | 0,21   | 0,25   | 4,79   |
| 2008-2009  | San Antonio | 81     | 67     | 23,8   | 49,6  | 44,0   | 73,9 | 4,77    | 1,01    | 0,58   | 0,32   | 8,23   |
| 2009-2010  | San Antonio | 65     | 8      | 17,9   | 44,6  | 39,0   | 72,9 | 3,29    | 1,05    | 0,46   | 0,37   | 7,03   |
| 2010-2011  | San Antonio | 66     | 1      | 21,7   | 46,4  | 45,7   | 74,4 | 3,62    | 0,91    | 0,39   | 0,32   | 7,29   |
| 2011-2012* | San Antonio | 65     | 2      | 20,4   | 44,0  | 42,0   | 76,2 | 3,29    | 0,94    | 0,23   | 0,32   | 6,60   |
| 2012-2013  | San Antonio | 68     | 4      | 13,4   | 48,7  | 44,2   | 73,3 | 1,90    | 0,53    | 0,25   | 0,28   | 4,24   |
| 2013-2014  | San Antonio | 61     | 0      | 11,3   | 44,5  | 42,9   | 75,0 | 2,13    | 0,51    | 0,25   | 0,18   | 3,23   |
| 2014-2015  | San Antonio | 72     | 19     | 13,0   | 40,9  | 36,5   | 81,1 | 1,60    | 0,65    | 0,14   | 0,17   | 3,67   |
| 2015-2016  | San Antonio | 30     | 2      | 6,9    | 50,9  | 44,1   | 75,0 | 0,90    | 0,30    | 0,20   | 0,03   | 2,53   |
| Carrière   | Carrière    | 792    | 112    | 16,9   | 46,4  | 41,4   | 78,0 | 2,99    | 0,70    | 0,36   | 0,27   | 5,85   |

Note: * Cette saison a été réduite de 82 à 66 match en raison du lock-out

#### Playoffs
| Saison   | Équipe      | Matchs | Titul. | Min./m | % Tir | % 3pts | % LF  | Rbds/m. | Pass/m. | Int/m. | Ctr/m. | Pts/m. |
| -------- | ----------- | ------ | ------ | ------ | ----- | ------ | ----- | ------- | ------- | ------ | ------ | ------ |
| 2007     | San Antonio | 9      | 0      | 2,8    | 28,6  | 25,0   | 100,0 | 0,33    | 0,00    | 0,22   | 0,00   | 0,78   |
| 2008     | San Antonio | 2      | 0      | 4,5    | 66,7  | 0,0    | 0,0   | 1,00    | 1,00    | 0,00   | 0,00   | 2,00   |
| 2009     | San Antonio | 5      | 5      | 19,9   | 21,7  | 23,1   | 100,0 | 3,20    | 0,00    | 0,60   | 0,40   | 3,00   |
| 2010     | San Antonio | 10     | 0      | 17,3   | 43,2  | 37,0   | 100,0 | 3,20    | 0,40    | 0,10   | 0,30   | 5,00   |
| 2011     | San Antonio | 6      | 0      | 20,4   | 48,0  | 33,3   | 80,0  | 3,17    | 0,33    | 0,17   | 0,17   | 6,33   |
| 2012     | San Antonio | 13     | 0      | 12,7   | 31,2  | 34,8   | 60,0  | 1,92    | 0,69    | 0,15   | 0,31   | 2,38   |
| 2013     | San Antonio | 20     | 1      | 13,3   | 47,5  | 46,9   | 83,3  | 1,95    | 0,30    | 0,25   | 0,25   | 4,05   |
| 2014     | San Antonio | 22     | 2      | 6,2    | 47,6  | 33,3   | 75,0  | 0,64    | 0,50    | 0,09   | 0,05   | 1,23   |
| 2015     | San Antonio | 7      | 0      | 5,2    | 20,0  | 22,2   | 0,0   | 0,86    | 0,14    | 0,00   | 0,14   | 0,86   |
| Carrière | Carrière    | 94     | 8      | 11,0   | 40,2  | 35,5   | 81,1  | 1,66    | 0,37    | 0,17   | 0,18   | 2,76   |

## Records sur une rencontre en NBA
Les records personnels de Matt Bonner en NBA sont les suivants, :
| Type de statistique        | Saison régulière | Saison régulière           | Saison régulière | Playoffs | Playoffs              | Playoffs      |
| Type de statistique        | Record           | Adversaire                 | Date             | Record   | Adversaire            | Date          |
| -------------------------- | ---------------- | -------------------------- | ---------------- | -------- | --------------------- | ------------- |
| Points                     | 28               | @ Jazz de l'Utah           | 7 décembre 2009  | 14       | Suns de Phoenix       | 9 mai 2010    |
| Paniers marqués            | 10               | 2 fois                     | 2 fois           | 5        | Suns de Phoenix       | 9 mai 2010    |
| Paniers tentés             | 17               | @ Celtics de Boston        | 8 février 2009   | 9        | Mavericks de Dallas   | 20 avril 2009 |
| Paniers à 3 points réussis | 7                | @ Thunder d'Oklahoma City  | 14 novembre 2010 | 4        | Grizzlies de Memphis  | 19 mai 2013   |
| Paniers à 3 points tentés  | 11               | 2 fois                     | 2 fois           | 6        | Grizzlies de Memphis  | 19 mai 2013   |
| Lancers francs réussis     | 8                | @ Mavericks de Dallas      | 20 décembre 2014 | 6        | Grizzlies de Memphis  | 17 avril 2011 |
| Lancers francs tentés      | 8                | 2 fois                     | 2 fois           | 6        | Grizzlies de Memphis  | 17 avril 2011 |
| Rebonds offensifs          | 7                | 3 fois                     | 3 fois           | 4        | Mavericks de Dallas   | 20 avril 2009 |
| Rebonds défensifs          | 11               | @ Warriors de Golden State | 11 décembre 2007 | 6        | 2 fois                | 2 fois        |
| Rebonds totaux             | 17               | @ Warriors de Golden State | 11 décembre 2007 | 7        | 2 fois                | 2 fois        |
| Passes décisives           | 5                | 2 fois                     | 2 fois           | 2        | 6 fois                | 6 fois        |
| Interceptions              | 4                | 2 fois                     | 2 fois           | 3        | Lakers de Los Angeles | 24 avril 2013 |
| Contres                    | 4                | 2 fois                     | 2 fois           | 2        | 3 fois                | 3 fois        |
| Balles perdues             | 5                | Timberwolves du Minnesota  | 12 janvier 2008  | 3        | Suns de Phoenix       | 9 mai 2010    |
| Minutes jouées             | 39               | @ Warriors de Golden State | 11 décembre 2007 | 30       | Suns de Phoenix       | 9 mai 2010    |

- Double-double : 11
- Triple-double : 0